# Armée de libération arabe
Pour les articles homonymes, voir Armée de libération.
 (mai 2025).
Si vous disposez d'ouvrages ou d'articles de référence ou si vous connaissez des sites web de qualité traitant du thème abordé ici, merci de compléter l'article en donnant les références utiles à sa vérifiabilité et en les liant à la section « Notes et références ».
L'Armée de libération arabe (Jaysh al-Inqadh al-Arabi, ou l'Armée du salut arabe également désigné sous le nom d'Armée populaire arabe, abrégée ALA) était une armée de volontaires des pays arabes menée par Fawzi al-Qawuqji.
Cette armée, voulue par la Ligue arabe et créée principalement à l'initiative de la Syrie, a participé aux deux phases de la guerre de Palestine de 1948 et a été à chaque fois repoussée par Israël.
L'armée devait être composée de dix mille soldats mais, en mars 1948, le nombre de volontaires à avoir rejoint cette armée a atteint le nombre de cinq à six mille maximum et n'a pas vraiment augmenté ensuite.
C'est le 6 mars 1947 qu'al-Qawugji passe avec le gros de sa troupe le pont Allenby et repasse le 7 mars avec sa colonne motorisée sans que l'armée anglaise qui tient le pont ne réagisse. L'armée s'est constituée en Syrie et elle a été composée de Syriens, Libanais, Irakiens, Jordaniens, Arabes de Palestine et Frères musulmans égyptiens. Il y avait également quelques Yougoslaves, des Allemands, des Turcs et des déserteurs britanniques.
L’ALA entre en Palestine le 9 janvier 1948, restant dans les limites de l’État arabe prévu par le Plan de partage de la Palestine de l’ONU. Ils se contentent de préparer la défense du terrain, mais attaquent aussi (rarement) des convois juifs ou des implantations juives, comme Kfar Sold (9 janvier) et Kfar Etzion (14 janvier) où elle remporte une victoire.